# Автопортрет (Берніні)
«Автопортрет Берніні»  (англ. Self-Portrait) — один з автопортретів Лоренцо Берніні, що зберігається в Оксфорді.

## Меценати на святому престолі
Слава попередніх пап-меценатів 16 століття була добре відома в Римі. Могутні меценатські традиції були могутньо ж підтримані і родинами Боргезе, і Альдобрандіні, і Барберіні в 17 столітті. Папи вимагали, аби Лоренцо робив не тільки скульптури, а й малював картини і займався архітектурою, як колись Мікеланджело. Бажання папи було законом — і примушений Лоренцо брався за живопис, до якого не дуже лежала його душа, і за архітектуру, де він так і залишився віртуозним дилетантом, аматором, на відміну від багато обдарованого і могутнього фахівця архітектора Франческо Борроміні (1599—1667).

## Малювання Берніні
Але амбітний митець добре усвідомив, що без опанування малюнку він не зможе досягти значних успівів в мистецтві. Берніні старанно малював все життя. І тоді, коли починав працювати над дизайном садів на початку художньої кар'єри, і коли працював над балдахіном для собору Св. Петра, і при замовах від різих пап і французького короля. Малюнки були різні за призначенням — штудії-пошуки композиції майбутнього аркуша з медаллю Якобаччі на честь папи римського Олександра VII (Москва), карикатури, які він іноді малював і показував лише близькому оточенню, ескізи майбутніх фонтанів для Риму чи завершені, майстерні замальовки, пророблені на кожному квадратному сантиметрі. До останніх і належить автопортрет 1625 р., який зберігає музей в Оксфорді.